# Kira Nerys
Kira Nerys é uma personagem principal da telessérie americana de ficção científica Star Trek: Deep Space Nine (no título original em inglês, ou DS9), interpretada pela atriz Nana Visitor. * Membro da espécie bajoriana, Kyra (em Bajor, o sobrenome precede o nome) é uma ex-guerrilheira, que lutou pela libertação de Bajor, durante a ocupação Cardassiana e após a libertação tornou-se oficial da Milícia Bajoriana e serve como oficial de ligação e imediato do comandante da estação espacial Deep Space Nine, Benjamin Sisko. Deteve as patentes de Major e Coronel da Milícia, bem como, no fim da série, a de Capitão-de-Fragata (Commander, em inglês) da Frota Estelar.

## Recepção acadêmica
Um artigo no "Jornal da Academia Americana de Psicanálise" encontra o caráter de Kira "emocionalmente difícil". Em Star Trek and Sacred Ground: Explorations of Star Trek, Religion, and American Culture, nota-se que Kira não foi mostrado adorando em particular até o episódio de 1997 "Ties of Blood and Water".
No aniversário de 25 anos de DS9 em 2018, Daniel Holloway e Joe Otterson discutiram o personagem dizendo: "A recepção do fã ao personagem, e ao show como um todo, oscilou entre o quente e o frio." As personagens femininas anteriores de “Star Trek” eram companheiras de ajuda - uma operadora de quadro telefônico (Tenente Uhura na série original), uma terapeuta (Conselheira Troi em Next Generation), uma curadora (Dra. Crusher] em The Next Generation). Nenhuma delas fora uma veterana de guerra com esqueletos emocionais.  disse: "Algumas pessoas no mundo de Jornada nas Estrelas diziam: 'Não é isso que uma mulher em' Star Trek 'deveria ser. Essa é a coisa errada a ser ensinada. Mas o que eu vi nela foi uma mulher de apetite e cinza área - muita área cinza. Muito falível, mas crescendo e tentando. E isso é tudo sobre a televisão agora. " Holloway e Otterson sugeriram que o personagem era um precursor de Michael Burnham em  Star Trek: Discovery .  El também disse: "Algumas pessoas no mundo de Jornada nas Estrelas disseram: 'Não é isso que uma mulher em Star Trek deveria ser.' Essa é a coisa errada de estar ensinando. Mas o que eu vi nela era uma mulher de apetite e área cinza - muita área cinzenta. Muito falível, mas crescendo e tentando. E isso é tudo sobre a televisão agora. Holloway e Otterson sugeriram que o personagem era um precursor de Michael Burnham em Star Trek: Discovery.